# Hinton Ampner
Hinton Ampner – wieś w Anglii, w Hampshire. Leży 11,8 km od miasta Winchester, 23 km od miasta Southampton i 90,4 km od Londynu. W 1931 roku civil parish liczyła 330 mieszkańców. Hinton Ampner jest wspomniana w Domesday Book (1086) jako Hentune.
Muzeum Hintona Ampnera zawiera dzieła jednego z najwybitniejszych malarzy europejskiej historii Giambattista Pittoni.